# Alejandro González (tennis)
Pour les articles homonymes, voir Alejandro González et González.
Alejandro González, né le 7 février 1989 à Medellín, est un joueur de tennis colombien, professionnel de 2006 à 2022.

## Carrière
Après avoir longuement écumé les tournois secondaires du circuit sud-américain, sa carrière prend une autre dimension en 2013. Il accède en effet au top 200 après son premier titre dans un tournoi Challenger à Salinas. Il remporte aussi deux autres tournois à Medellín et à São Paulo et intègre le top 100 en fin de saison. Il réalise son meilleur résultat de sa carrière lors de l'ATP Challenger Tour Finals où, après avoir gagné ses trois matchs de poules, il bat l'Ukrainien Aleksandr Nedovyesov en demi-finale puis s'incline en finale contre Filippo Volandri en trois sets (6-4, 4-6, 6-2).
En 2014, il effectue la majeure partie de sa saison sur le circuit ATP. Il atteint notamment le troisième tour à Indian Wells en éliminant Ivan Dodig, puis en prenant un set à Novak Djokovic. Il est également quart de finaliste à Houston et Bogota. En octobre, il s'adjuge le tournoi de Córdoba.
Début 2015, il réalise sa meilleure performance en éliminant Fabio Fognini au premier tour de l'Open d'Australie.
En 2019, il est sélectionné pour la Coupe Davis.
Il prend sa retraite en mars 2022 au tournoi Challenger de Pereira.

## Palmarès
Alejandro González a remporté quatre titres en simple en catégorie Challenger : à Salinas, Medellín et São Paulo en 2013 et à Córdoba en 2014.
En double, il a remporté cinq titres Challenger : à Manta en 2008, Bogota en 2009, Panama en 2012, Bogota en 2013 et Granby en 2016.

## Parcours dans les tournois duGrand Chelem

### En simple
| Année | Open d'Australie | Open d'Australie | Internationaux de France | Internationaux de France | Wimbledon       | Wimbledon           | US Open         | US Open             |
| ----- | ---------------- | ---------------- | ------------------------ | ------------------------ | --------------- | ------------------- | --------------- | ------------------- |
| 2012  | Q1               | Adrián Menéndez  | —                        | —                        | —               | —                   | Q2              | Lukáš Rosol         |
| 2013  | —                | —                | Q1                       | Andreas Beck             | Q1              | Cedrik-Marcel Stebe | Q2              | Andrea Arnaboldi    |
| 2014  | 1er tour (1/64)  | David Ferrer     | 2e tour (1/32)           | Gilles Simon             | 1er tour (1/64) | Jimmy Wang          | 2e tour (1/32)  | Gaël Monfils        |
| 2015  | 2e tour (1/32)   | G. García-López  | Q1                       | Stéphane Robert          | Q1              | Matteo Viola        | 1er tour (1/64) | Filip Krajinović    |
| 2016  | Q3               | Radek Štěpánek   | Q2                       | Tobias Kamke             | —               | —                   | Q3              | Thomas Fabbiano     |
| 2017  | —                | —                | Q2                       | Paul-Henri Mathieu       | Q2              | Taylor Fritz        | Q3              | Cedrik-Marcel Stebe |

N.B. : à droite du résultat se trouve le nom de l'ultime adversaire.

### En double
| Année | Open d'Australie           | Open d'Australie        | Internationaux de France   | Internationaux de France | Wimbledon                  | Wimbledon             | US Open | US Open |
| ----- | -------------------------- | ----------------------- | -------------------------- | ------------------------ | -------------------------- | --------------------- | ------- | ------- |
| 2014  | 1er tour (1/32) C. Berlocq | B. Mitchell J. Thompson | 1er tour (1/32) S. Giraldo | T. C. Huey D. Inglot     | 1er tour (1/32) S. Giraldo | Ł. Kubot R. Lindstedt | —       |         |

N.B. : le nom du ou de la partenaire se trouve sous le résultat ; le nom des ultimes adversaires se trouve à droite.

## Parcours dans lesMasters 1000
| Année | Indian Wells        | Miami              | Monte-Carlo | Madrid              | Rome               | Canada            | Cincinnati | Shanghai | Paris |
| ----- | ------------------- | ------------------ | ----------- | ------------------- | ------------------ | ----------------- | ---------- | -------- | ----- |
| 2014  | 3e tour N. Djokovic | 2e tour R. Gasquet | —           | —                   | 1er tour S. Robert | —                 | —          | —        | —     |
| 2015  | —                   | —                  | —           | 1er tour S. Johnson | —                  | —                 | —          | —        | —     |
| 2016  | —                   | 1er tour A. Ramos  | —           | —                   | —                  | 1er tour B. Tomic | —          | —        | —     |

N.B. : sous le résultat se trouve le nom de l’ultime adversaire.

## Parcours enCoupe Davis
| #                                                           | Date          | Lieu       | Surface             | Gagnant(s)         | Perdant(s)         | Score                   |          |
|                                                             |               |            |                     |                    |                    |                         |          |
| 2014 - play-off du Groupe Mondial - Canada - Colombie 3:2   |               |            |                     |                    |                    |                         |          |
| 1                                                           | 12-14/09/2014 | Halifax    | Dur (int.)          | Milos Raonic       | Alejandro González | 6-3, 6-3, 6-2           | Parcours |
| 1                                                           | 12-14/09/2014 | Halifax    | Dur (int.)          | Alejandro González | Frank Dancevic     | 4-6, 7-5, 6-2           | Parcours |
|                                                             |               |            |                     |                    |                    |                         |          |
| 2015 - Zone des Amériques Groupe I - Uruguay - Colombie 2:3 |               |            |                     |                    |                    |                         |          |
| 2                                                           | 06-08/03/2015 | Montevideo | Terre battue (int.) | Alejandro González | Pablo Cuevas       | 2-6, 6-4, 4-6, 6-1, 6-4 | Parcours |
| 2                                                           | 06-08/03/2015 | Montevideo | Terre battue (int.) | Alejandro González | Martín Cuevas      | 6-4, 6-3, 6-1           | Parcours |

## Classement ATP en fin de saison
| Année | 2006 | 2007 | 2008 | 2009 | 2010 | 2011 | 2012 | 2013 | 2014 | 2015 | 2016 | 2017 |
| Rang  | 876  | 620  | 639  | 249  | 359  | 269  | 243  | 91   | 92   | 142  | 222  | 371  |

Source : (en) Classements de Alejandro González (tennis) sur le site officiel de la Fédération internationale de tennis

## Victoires sur le top 50
| Légende         |
| Grand Chelem    |
| Masters         |
| Jeux olympiques |
| Masters 1000    |
| 500 Series      |
| 250 Series      |
| Coupe Davis     |

| # | A.G.   | Tournoi          | Année | Surface      | Adversaire      | Rang  | Tour | Score                   |
| - | ------ | ---------------- | ----- | ------------ | --------------- | ----- | ---- | ----------------------- |
| 1 | no 91  | Indian Wells     | 2014  | Dur          | Ivan Dodig      | no 34 | 1/32 | 6-4, 2-6, 7-65          |
| 2 | no 79  | Houston          | 2014  | Terre battue | Feliciano López | no 31 | 1/8  | 6-3, 2-0 ab.            |
| 3 | no 107 | Open d'Australie | 2015  | Dur          | Fabio Fognini   | no 18 | 1/64 | 4-6, 6-2, 6-3, 6-4      |
| 2 | no 101 | Delray Beach     | 2015  | Dur          | Sam Querrey     | no 39 | 1/16 | 3-6, 2-1 ab.            |
| 5 | no 90  | Coupe Davis      | 2015  | Terre battue | Pablo Cuevas    | no 23 | RR   | 2-6, 6-4, 4-6, 6-1, 6-4 |